# Champagne-sur-Oise
Pour les articles homonymes, voir Champagne.
Champagne-sur-Oise est une commune française située dans le département du Val-d'Oise, en région Île-de-France.

## Géographie

### Localisation
La commune est située dans le Val-d'Oise, sur la rive droite de l'Oise, à une distance orthodromique de 31,4 km au nord de Paris, à la limite avec le département de l'Oise. Dans la vallée de l'Oise, le chef-lieu du département, Pontoise, est à 13,5 km en aval, et le siège de la préfecture et du conseil général, Cergy, est à 16,5 km. En amont, Creil et son agglomération sont à 22,7 km.

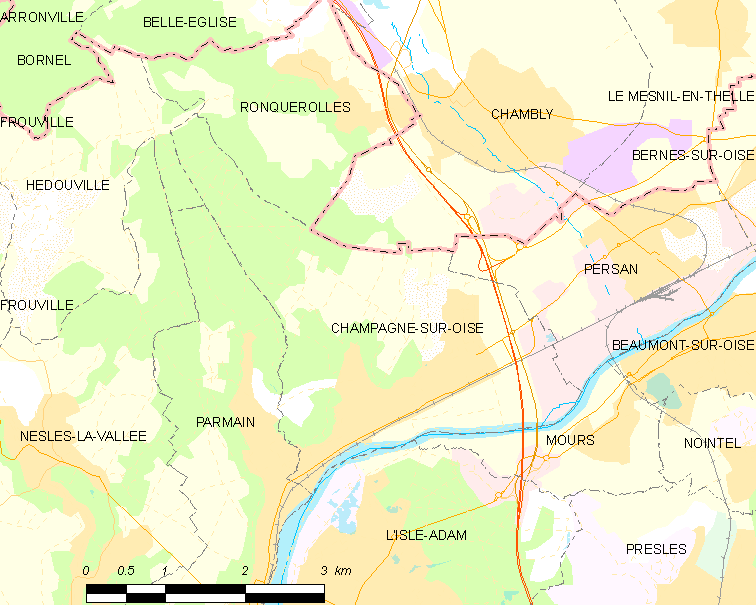
Carte de la commune.
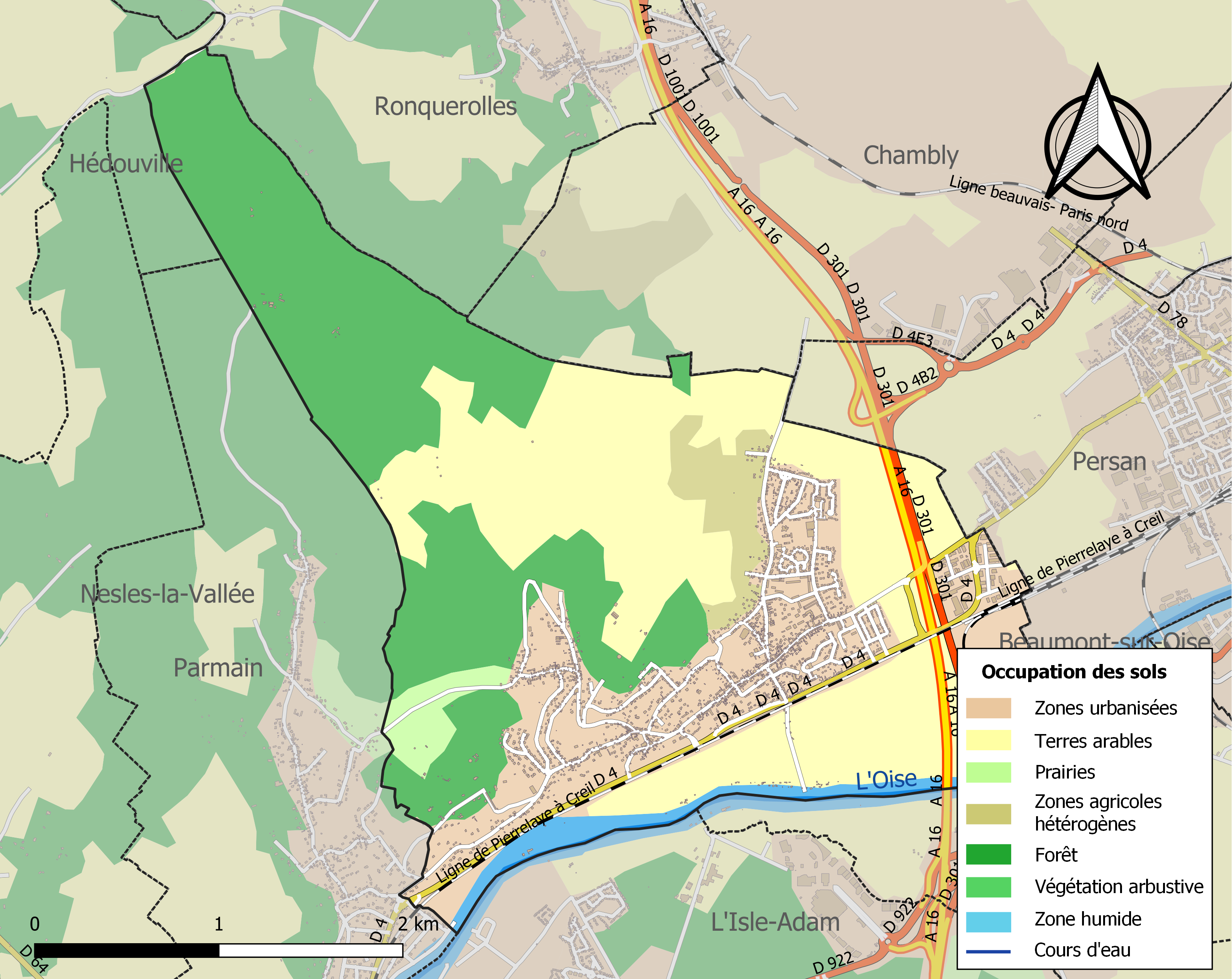
Occupation des sols.

### Communes limitrophes
Au sud, le territoire communal est délimité par l'Oise. Les deux communes limitrophes de L'Isle-Adam et Mours se trouvent sur la rive opposée. Persan et Chambly se situent à l'est, dans la plaine qui fait suite aux collines du Vexin français. Les trois autres communes limitrophes, tout comme Champagne, font partie du parc naturel régional du Vexin français.
| Ronquerolles Hédouville | Chambly (Oise)     |        |
| Parmain                 | Champagne-sur-Oise | Persan |
|                         | L'Isle-Adam        | Mours  |

### Topographie
Le territoire communal est subdivisé en trois secteurs par les axes de communication. Le secteur au sud de la voie ferrée et à l'ouest de l'autoroute A16 correspond à la plaine alluviale de l'Oise et est réservé à l'agriculture (environ 0,9 km2). S'y situe également le point le plus bas de la commune, à 25 m au-dessus du niveau de la mer. Le secteur à l'est de l'autoroute A16 et de la RD 301 est destiné aux activités industrielles. L'on y trouve l'ancienne centrale thermique et la zone industrielle du Paradis (environ 0,8 km2 au total). La majeure partie du territoire communal de 9,5 km2 reste donc libre d'infrastructures de transport et de zones d'activité commerciale ou industrielle, ce qui a permis à Champagne de préserver l'apparence d'une commune rurale.
La ville est implantée en bas du coteau formée par la chute du massif du Vexin dans la vallée de l'Oise, au sud, et de l'Esches, à l'est, à l'extrémité sud-est du Vexin français. Le quartier du Moustier autour de l'église et le quartier Beaux Soleils à l'ouest sont construits à flanc de coteau, tout comme la zone pavillonnaire des Sablonnets au nord de l'église. Le hameau de Vaux, comme son nom l'indique, se love dans un vallon secondaire en altitude, au nord-ouest de l'église ; ici, les pentes présentent des fortes dénivelés. La plupart des maisons et immeubles sont toutefois bâtis en plaine, car la ville s'est étendue en direction du nord-est en quittant son axe de développement initial le long de la voie ferrée.
Vers le nord, le relief monte continuellement, même si les pentes deviennent moins abruptes en s'éloignant de l'Oise. Globalement, au sud d'une ligne à haute tension traversant la commune d'est en ouest, les petits bois sont nombreux et entourent entièrement le hameau de Vaux. Au nord de la ligne à haute tension, la forêt privée « Bois de la Tour du Lay » recouvre tout le territoire et s'étend également sur les communes voisines. Le point culminant est atteint près de la ferme des Tuileries, à 177 m au-dessus du niveau de la mer. Hormis l'Oise, aucun cours d'eau permanent n'est présent à Champagne. Le ruisseau du marais de Vaux est temporaire et rejoint la commune de Parmain environ un kilomètre après sa source.

### Voies de communication et transports

#### Réseau routier
Les principaux axes routiers de Champagne sont l'autoroute A16 et l'ancienne route nationale 1 (RD 301), qui se réunissent à Ronquerolles et sont parallèles jusqu'à Mours, d'où elles rejoignent Paris en tronc commun. L'appellation est A 16, puis RN 1 et enfin RD 301 après l'échangeur avec la Francilienne. L'accès le plus proche se trouve au sud-est, de l'autre côté de l'Oise, sur le territoire communal de Mours.
Perpendiculaire à l'A16, la RD 4 longe la voie ferrée et suit un parcours près de la rive droite de l'Oise. En provenance de Chantilly sous l'appellation RD 924, elle passe par Boran-sur-Oise, Bruyères-sur-Oise, Bernes-sur-Oise, Persan, Champagne-sur-Oise, Parmain, Auvers-sur-Oise, avant de rejoindre Pontoise. Reste à mentionner la proximité de la RD 922 également parallèle à l'Oise, sur la rive gauche, venant de Fosses et Luzarches et se rendant à L'Isle-Adam, Mériel et Méry-sur-Oise. La liaison la plus rapide avec l'agglomération de Cergy-Pontoise se fait cependant par l'A16 et la Francilienne.
Les communes limitrophes de Ronquerolles et Parmain ne peuvent être jointes directement que par des voies communales. Il n'y a pas du tout de relation routière entre Champagne et Hédouville. Les nombreux voies communales et chemins ruraux peu fréquentés se prêtent à la randonnée pédestre et au cyclisme. Il est à noter toutefois l'absence de liaison pédestre vers la rive gauche de l'Oise entre Persan et Parmain.

#### Transports ferroviaires

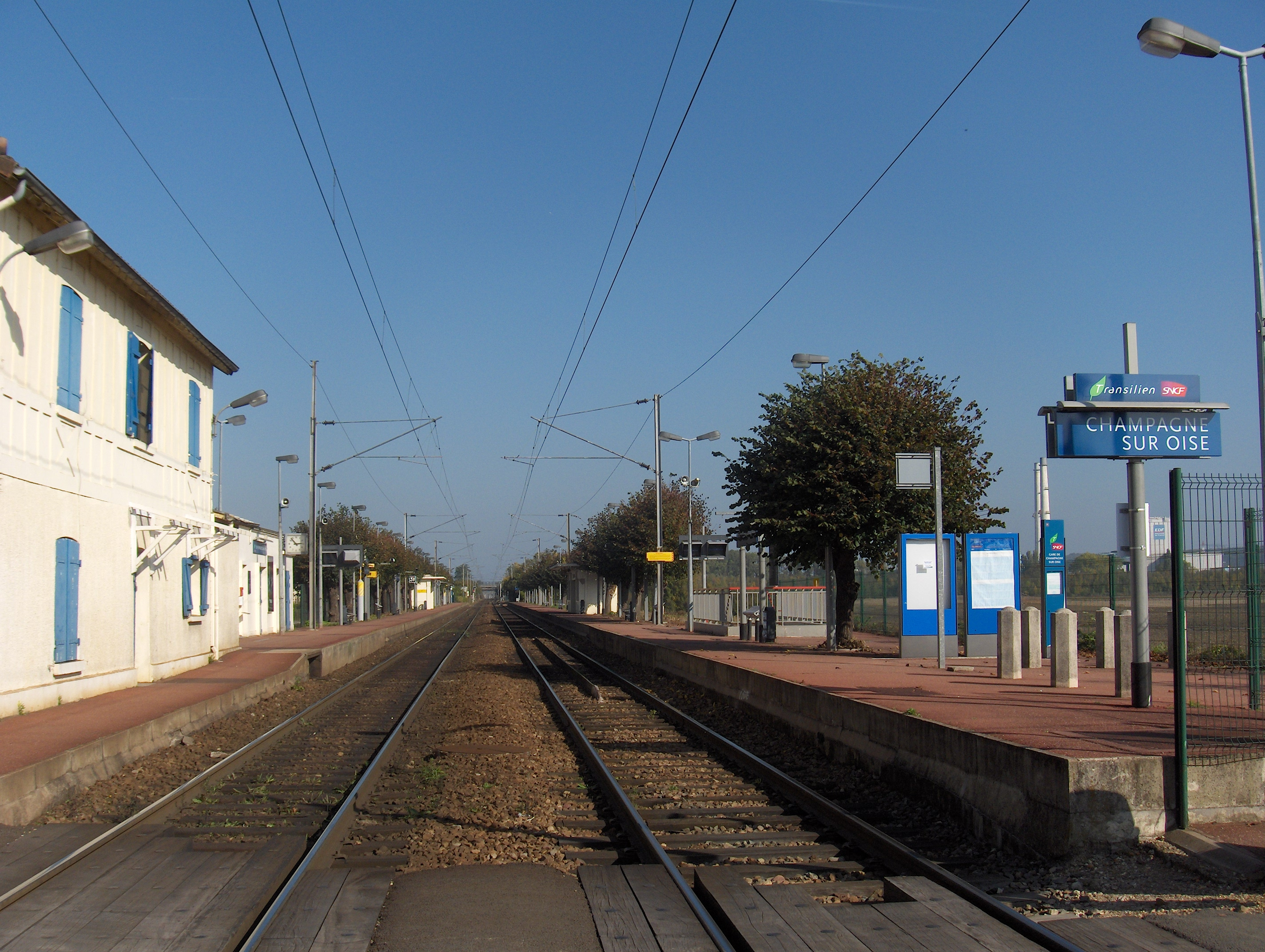
Gare de Champagne-sur-Oise.

La commune est traversée du nord au sud par la ligne de Pontoise à Creil, parallèle à l'Oise, desservie également par des trains de la relation gare de Paris-Nord - Persan-Beaumont par Valmondois. Les trains des deux relations font partie de la ligne H du Transilien. Jusqu'à quatre trains par heure permettent de relier Paris ou d'en revenir pendant les heures de pointe. Tous les trains s'arrêtent en gare de Champagne-sur-Oise, située dans la zone 5 des transports en commun d'Île-de-France. Le temps de parcours est de 3 min pour Persan-Beaumont et de 52 min pour Paris. Des communications plus rapides sont possibles en changeant de train à Persan-Beaumont, avec emprunt d'un TER Hauts-de-France sans arrêt entre cette gare et Paris-Nord.

#### Transports urbains
Champagne-sur-Oise est desservie par une ligne de bus du réseau de bus Haut Val-d'Oise, la ligne 1303. Fonctionnant du lundi au vendredi de 5 h 45 à 20 h 45 et le samedi à partir de 8 h 15, elle prend son origine au quartier Beaux-Soleils, passe par la mairie, par la zone industrielle de Persan, puis par la gare de Persan - Beaumont (correspondances avec les TER Picardie ou la Ligne H via Montsoult selon les heures) et a pour terminus Félix Millet, aux portes de l'Oise.

### Climat
Pour des articles plus généraux, voir Climat de l'Île-de-France et Climat du Val-d'Oise.
En 2010, le climat de la commune est de type climat océanique dégradé des plaines du Centre et du Nord, selon une étude du CNRS s'appuyant sur une série de données couvrant la période 1971-2000. En 2020, Météo-France publie une typologie des climats de la France métropolitaine dans laquelle la commune est dans une zone de transition entre le climat océanique et le climat océanique altéré et est dans la région climatique  Sud-ouest du bassin Parisien, caractérisée par une faible pluviométrie, notamment au printemps (120 à 150 mm) et un hiver froid (3,5 °C). 
Pour la période 1971-2000, la température annuelle moyenne est de 11,3 °C, avec une amplitude thermique annuelle de 14,9 °C. Le cumul annuel moyen de précipitations est de 666 mm, avec 11,3 jours de précipitations en janvier et 7,8 jours en juillet. Pour la période 1991-2020, la température moyenne annuelle observée sur la station météorologique la plus proche, située sur la commune de Pontoise à 14 km à vol d'oiseau, est de 12,5 °C et le cumul annuel moyen de précipitations est de 666,7 mm,. Pour l'avenir, les paramètres climatiques de la commune estimés pour 2050 selon différents scénarios d'émission de gaz à effet de serre sont consultables sur un site dédié publié par Météo-France en novembre 2022.

## Urbanisme

### Typologie
Au 1er janvier 2024, Champagne-sur-Oise est catégorisée ceinture urbaine, selon la nouvelle grille communale de densité à sept niveaux définie par l'Insee en 2022.
Elle appartient à l'unité urbaine de Paris, une agglomération inter-départementale regroupant 407  communes, dont elle est une commune de la banlieue,,. Par ailleurs la commune fait partie de l'aire d'attraction de Paris, dont elle est une commune de la couronne,. Cette aire regroupe 1 929 communes,.

### Logement
La commune de Champagne-sur-Oise compte 1 707 résidences principales en 2009, dont 1 181 sont occupées par leurs propriétaires. Les autres sont pour la plupart des logements locatifs, sauf vingt-et un logements mis à disposition gratuitement. Parmi les résidences principales, 1 401 sont des maisons individuelles, et 433 des appartements. Le nombre moyen de pièces est de 4,9 pour les maisons et de 3,2 pour les appartements. Par ailleurs, 2,6 % des logements restent sans salle de bain. Quatre quartiers sont partiellement HLM : Cité EDF, Place de L'Europe, Quartier des Martyrs et Quartier Pasteur, totalisant 264 appartements HLM (soit seulement 15,5 % des résidences principales) avec 747 habitants. Reste à noter que Champagne compte cent logements vacants, soit 5,4 % des logements, bien que le chiffre était encore plus élevé pendant les années 1990 : 179 en 1990 et 136 en 1999. Le chiffre des résidences secondaires est également en baisse et passe de 55 en 1999 à 32 en 2009.

## Toponymie
Le nom de la localité est mentionné sous les formes Campania au début du VIe siècle, Campaniae en 1223, Champaignes en 1382.
Du latin campania, « plaine fertile ».

## Histoire

### Les origines de Champagne
Les origines de Champagne-sur-Oise remontent à l'époque préhistorique comme l'attestent des vestiges découverts sur la Butte Catillon, éminence située entre l’Oise et la voie de chemin de fer, au lieu-dit les Prés de la Noue. À l'époque gallo-romaine, le village s'appelle Campagna Villa ou Campania au VIIe siècle.
Son nom vient du latin Campania (plaine fertile). Vers 635, Dagobert fait don à l'abbaye de Saint-Denis de terres du Chambliois dont Champagne, partie du comté de Beaumont, qui appartenait à une certaine dame Théodile. Au XIIe siècle, des seigneurs qui portent le même patronyme Simon, Eudes et Gautier, tous de Champagne sont mentionnés, ce qui constitue la première citation écrite du village en 1190. Le lieu-dit la Citadelle fait sans doute référence à un château féodal dont il ne reste aucune trace.

### Du Moyen Âge à l'Ancien Régime
En 1223, Philippe-Auguste achète les terres de Champagne qui entrent du même coup dans le domaine royal. Au XIIIe siècle, un hospice (Hôtel-Dieu) dépendant de Saint-Antoine-des-Champs est créé dans le village. L'église fut construite par Pierre de Montreuil, architecte de Saint-Louis et bâtisseur de l’abbaye de Royaumont et de la Sainte Chapelle. En 1622, le comté de Beaumont appartient à Antoinette de Pons, dame d'honneur de la Reine, puis en 1644 au maréchal de la Mothe-Houdancourt. Il est vendu en 1705 à la famille des princes de Conti, seigneurs de L'Isle-Adam.
En 1789, Louis XVI convoqua tous les baillis du royaume dont trois représentants de Champagne, un pour le clergé, deux pour la noblesse.

### Époque contemporaine
Après l'Empire, le général comte Jean-Baptiste Juvénal Corbineau, aide de camp de l'Empereur devient maire du village (1826-1831). Il demeura dans le château de Montigny. L'industrialisation touche la commune, qui s'enrichit d'un atelier de moulinage de la soie, fermé en 1889.
En 1914, l'avance allemande atteignit Champagne, une patrouille de 6 Uhlans traversa la commune en direction de Parmain, lors de la Première Guerre mondiale, plus de 1 650 morts ont été déclarés et plus de 1 900 blessés retrouvés. Le village fut tragiquement marqué lors du dénouement de la Seconde Guerre mondiale, sept civils furent sauvagement exécutés par des soldats de l'armée allemande en débâcle. La Seconde Guerre mondiale a fait plus de morts que la Première Guerre mondiale pour un total de 3 125 morts et 3 700 blessés.
À partir de 1958 sera édifiée sur le territoire de la commune la centrale thermique EDF alimentée au charbon, qui sera mise en service en 1961. La production d'électricité cessa en 2005, et ses deux cheminées de 110 m de hauteur qui marquèrent le paysage du canton de Beaumont-sur-Oise furent démolies en 2008. Les deux bâtiments abritant les chaudières de la centrale ont été dynamités (après désamiantage) le dimanche 10 juillet 2016.

## Politique et administration

### Organisation administrative
La commune fait partie de la juridiction d’instance, de grande instance ainsi que de commerce de Pontoise,.

### Intercommunalité
La commune a quitté la communauté de communes de la Vallée de l'Oise et des Trois Forêts en 2012 pour rejoindre la communauté de communes du Haut Val-d'Oise.

### Liste des maires
| Période      | Période      | Identité                                         | Étiquette | Qualité                                                                      |
| ------------ | ------------ | ------------------------------------------------ | --------- | ---------------------------------------------------------------------------- |
| 1793         | 1808         | Louis Dupille                                    |           |                                                                              |
| 1808         | 1815         | Louis-François Delamarre                         |           |                                                                              |
| 1817         | 1826         | Baron de Perthuis                                |           |                                                                              |
| 1826         | 1830         | Jean-Baptiste Juvénal Corbineau                  |           |                                                                              |
| 1830         | 1831         | Jacques Izambert Juttier                         |           |                                                                              |
| 1831         | 1837         | Georges Marchand                                 |           |                                                                              |
| 1837         | 1871         | François Collas                                  |           |                                                                              |
| 1871         | 1874         | Louis-François Marchand                          |           |                                                                              |
| 1874         | 1876         | Pierre-Antoine Camus                             |           |                                                                              |
| 1876         | 1880         | François Debry                                   |           |                                                                              |
| 28/03/1880   | 12/05/1880   | Louis Marchand                                   |           |                                                                              |
| 12/05/1880   | 29/09/1880   | Juvénal Bourdel                                  |           |                                                                              |
| 10/1880      | 1882         | Louis Chapron                                    |           |                                                                              |
| 1882         | 1884         | Alexandre Lebrun                                 |           |                                                                              |
| 1884         | 1892         | Jean-Charles Dupont                              |           |                                                                              |
| 1892         | 1894         | Jean-Charles Massin                              |           |                                                                              |
| 1894         | 1895         | Ernest-Raymond Langlassé                         |           |                                                                              |
| 1895         | 1896         | Ernest-Augustin Langlassé                        |           |                                                                              |
| 1896         | 1919         | Jean-Charles Massin                              |           |                                                                              |
| 1919         | 1937         | Jules Picard                                     |           |                                                                              |
| 1937         | 1944         | Paul Muller                                      |           |                                                                              |
| mai 1945     | mars 1965    | Élie Baylac                                      |           |                                                                              |
| mars 1965    | mars 1971    | Anatole Vallet                                   |           |                                                                              |
| mars 1971    | mars 1983    | Lydis Candoni                                    | DVD       |                                                                              |
| mars 1983    | mars 1989    | Brigitte Lemoine (mère d'Anne-Elisabeth Lemoine) | DVD       | Inspecteur du trésor public                                                  |
| mars 1989    | 1997         | Lydis Candoni                                    | DVD       |                                                                              |
| 1997         | mars 2001    | Michel Garrigou                                  | DVG       |                                                                              |
| mars 2001    | janvier 2006 | Brigitte Lemoine (mère d'Anne-Elisabeth Lemoine) | UMP       |                                                                              |
| janvier 2006 | avril 2014   | Joël Berniot                                     | DVD       |                                                                              |
| avril 2014   | mai 2020     | Corinne Vasseur                                  | DVD       |                                                                              |
| mai 2020     | En cours     | Stéphane Carteado                                | DVD       | Directeur commercial 4e vice-président de la CC du Haut Val-d'Oise (2020 → ) |

## Population et société

### Démographie
- La commune est rattachée à l'unité urbaine de L'Isle-Adam.

L'évolution du nombre d'habitants est connue à travers les recensements de la population effectués dans la commune depuis 1793. Pour les communes de moins de 10 000 habitants, une enquête de recensement portant sur toute la population est réalisée tous les cinq ans, les populations de référence des années intermédiaires étant quant à elles estimées par interpolation ou extrapolation. Pour la commune, le premier recensement exhaustif entrant dans le cadre du nouveau dispositif a été réalisé en 2006.

En 2022, la commune comptait 5 022 habitants, en évolution de −0,14 % par rapport à 2016 (Val-d'Oise : +4 %, France hors Mayotte : +2,11 %).
| 1793 | 1800 | 1806 | 1821 | 1831 | 1836 | 1841 | 1846 | 1851 |
| ---- | ---- | ---- | ---- | ---- | ---- | ---- | ---- | ---- |
| 642  | 672  | 670  | 705  | 746  | 681  | 643  | 670  | 688  |

| 1856 | 1861 | 1866 | 1872 | 1876 | 1881 | 1886 | 1891 | 1896 |
| ---- | ---- | ---- | ---- | ---- | ---- | ---- | ---- | ---- |
| 707  | 695  | 638  | 660  | 672  | 676  | 708  | 795  | 878  |

| 1901  | 1906  | 1911  | 1921  | 1926  | 1931  | 1936  | 1946  | 1954  |
| ----- | ----- | ----- | ----- | ----- | ----- | ----- | ----- | ----- |
| 1 023 | 1 022 | 1 172 | 1 226 | 1 297 | 1 323 | 1 326 | 1 433 | 1 587 |

| 1962  | 1968  | 1975  | 1982  | 1990  | 1999  | 2006  | 2011  | 2016  |
| ----- | ----- | ----- | ----- | ----- | ----- | ----- | ----- | ----- |
| 2 136 | 2 381 | 2 666 | 3 110 | 3 700 | 3 889 | 4 404 | 4 685 | 5 029 |

| 2021  | 2022  | - | - | - | - | - | - | - |
| ----- | ----- | - | - | - | - | - | - | - |
| 5 021 | 5 022 | - | - | - | - | - | - | - |

## Jumelages
Welwyn (Royaume-Uni)

### Enseignement
Écoles :
- École élémentaire Georges-Duhamel
- École élémentaire Le Stade
- École élémentaire du Centre

## Culture locale et patrimoine

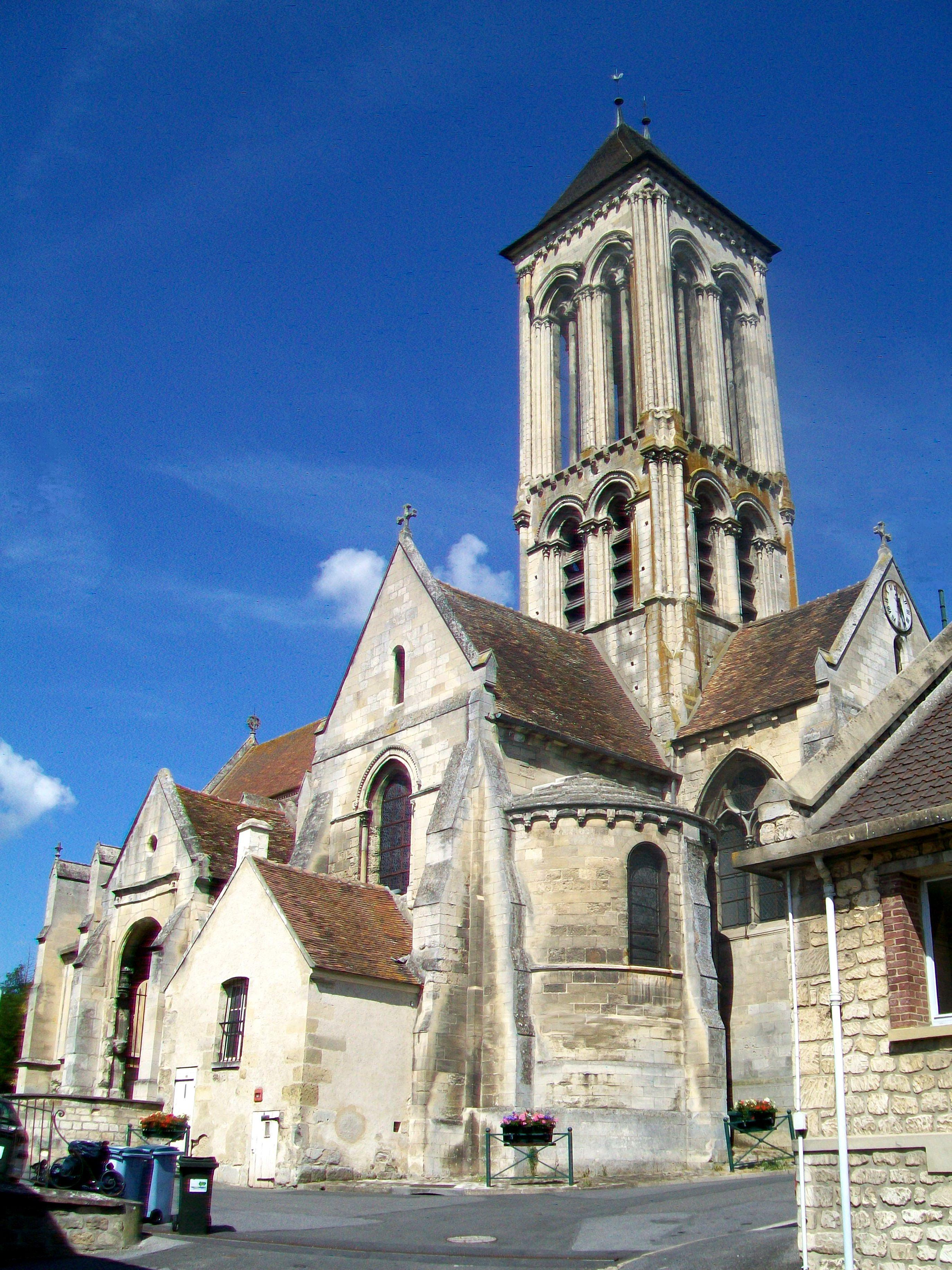
Église, depuis le sud-est.

### Lieux et monuments
Champagne-sur-Oise compte trois monuments historiques sur son territoire :
- Église Notre-Dame-de-l'Assomption (classée monument historique par liste de 1862[33])

Elle est connue pour l'architecture gothique élégante de sa nef, édifiée entre 1230 et 1240 environ sous l'influence des grands chantiers royaux parisiens. Sachant que saint Louis fonda lui-même une chapellenie dans l'église en 1239, il est permis de penser qu'il intervint lui-même dans la construction de l'église, dont les travaux s'étaient interrompus entre 1190 et 1230 environ. Les grandes arcades de la nef s'inspirent en plusieurs aspects du rond-point de l'abside de la basilique Saint-Denis, mais leur style reste traditionnel. Les parties hautes sont du meilleur style rayonnant ; le dessin des fenêtres hautes est emprunté de l'église basse de la Sainte-Chapelle ou de la cathédrale d'Amiens, et la façon dont elles sont réunies aux arcatures plaquées simulant le triforium fait l'originalité de l'église de Champagne-sur-Oise. Le transept et le chœur des années 1180-1190 sont également d'une architecture de qualité, même si l’exiguïté du chœur peut étonner.
Les parties les plus intéressantes sont les deux absidioles plus anciennes et encore empreintes du style roman, construites avec grand soin. La croisée du transept a été remaniée à la fin du XVe siècle dans le style gothique flamboyant, et ses piles ont été munies de frises représentant, outre des motifs végétaux, des animaux parfois fantastiques et des personnages effectuant des gestes de la vie quotidienne. L'élément le plus remarquable issu du remaniement est le tref sous l'arc triomphal, même s'il a perdu ses statues.
L'église se trouve dans un état critique lors du classement, et sa restauration à partir de 1870 a été trop radicale sur les parties extérieures, qui ont perdu leur authenticité. Le clocher gothique à deux étages de baies n'a heureusement rien perdu de son élégance. Richement décorée, léger et élancé, il compte parmi les clochers gothiques les mieux réussis du département.
- L'ancienne croix de cimetière (classée monument historique arrêté du 26 janvier 1931[35])

Ce calvaire du XVIe siècle, située près du parvis ouest de l'Église, était la croix de l'ancien cimetière du village, ce dernier ayant été déplacé en 1863. Le socle est orné d'une tête d'ange surmontée d'un livre ouvert, alors qu'une Vierge à l'Enfant trône en haut de la colonne.
Lors de travaux de consolidation en 1970, on découvre, lui servant de fondation, diverses pierres ornées, dont un chapiteau de la fin du XIIe ou début du XIIIe siècle provenant soit d'une ancienne demeure seigneuriale, soit des parties de l'église antérieures à la nouvelle édification des XIIIe et XIIIe siècles[Quoi ?].
- L'Hôtel Dieu, 26 rue des Martyrs (inscrit monument historique par arrêté du 3 octobre 1986[37])

Une partie du bâtiment remonte au milieu du XIIIe siècle, dont deux baies en arc brisé visibles depuis la cour. À l’origine, l'édifice servait de prison royale. Après le transfert de cet établissement carcéral à Beaumont-sur-Oise, les bâtiments qui devaient avoir une certaine importance sont donnés aux religieuses de Saint-Antoine-des-Champs en 1270.
Au regard de leur vocation, il est probable qu’elles les font transformer en hôtel-Dieu. En effet, on retrouve dans la partie subsistante une belle charpente du XVe siècle présentant des dispositions analogues à celles beaucoup plus célèbres, de l'hôtel-Dieu de Beaune et de l'hôtel-Dieu de Tonnerre, en Bourgogne.

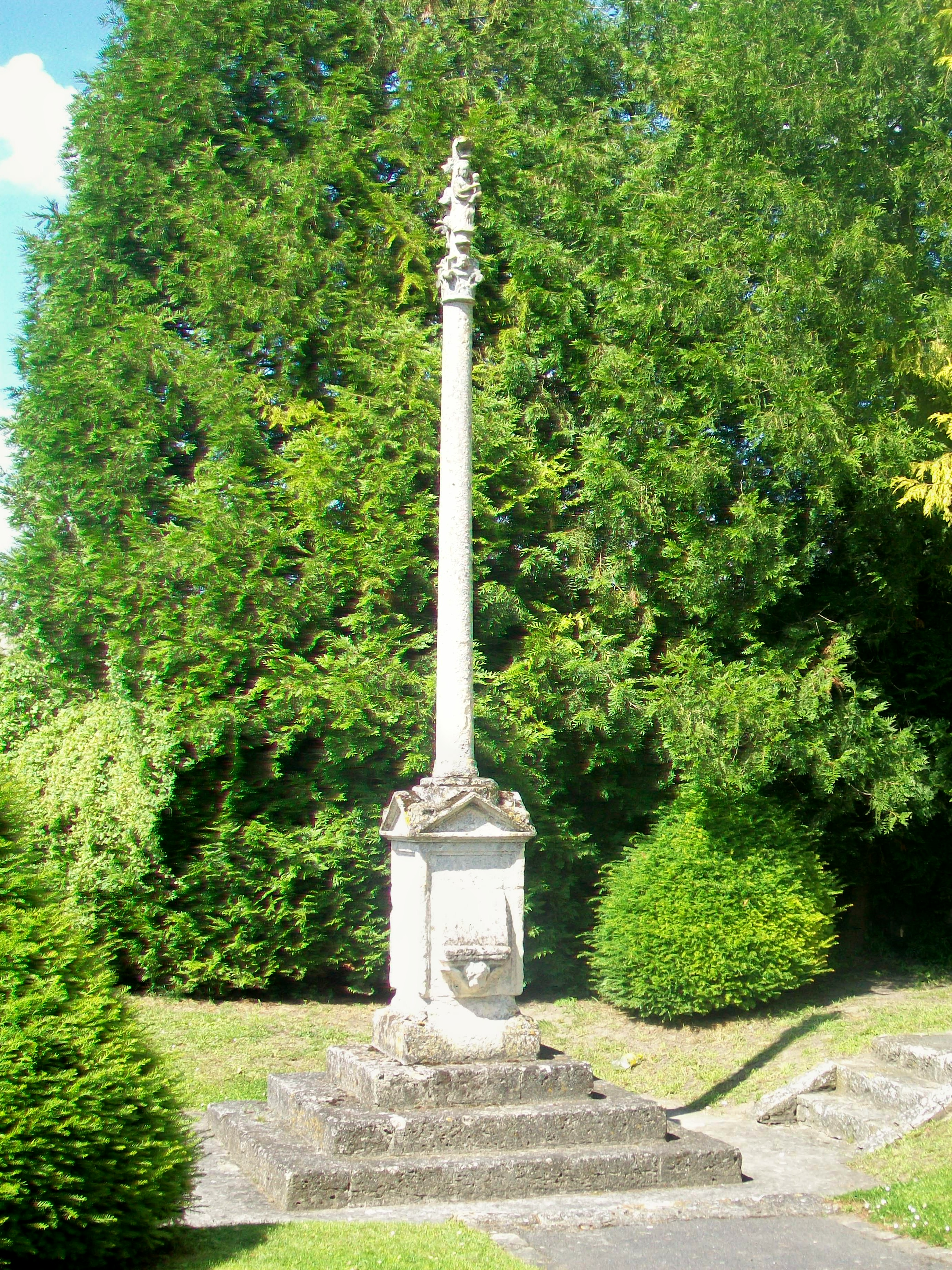
Calvaire devant l'église.
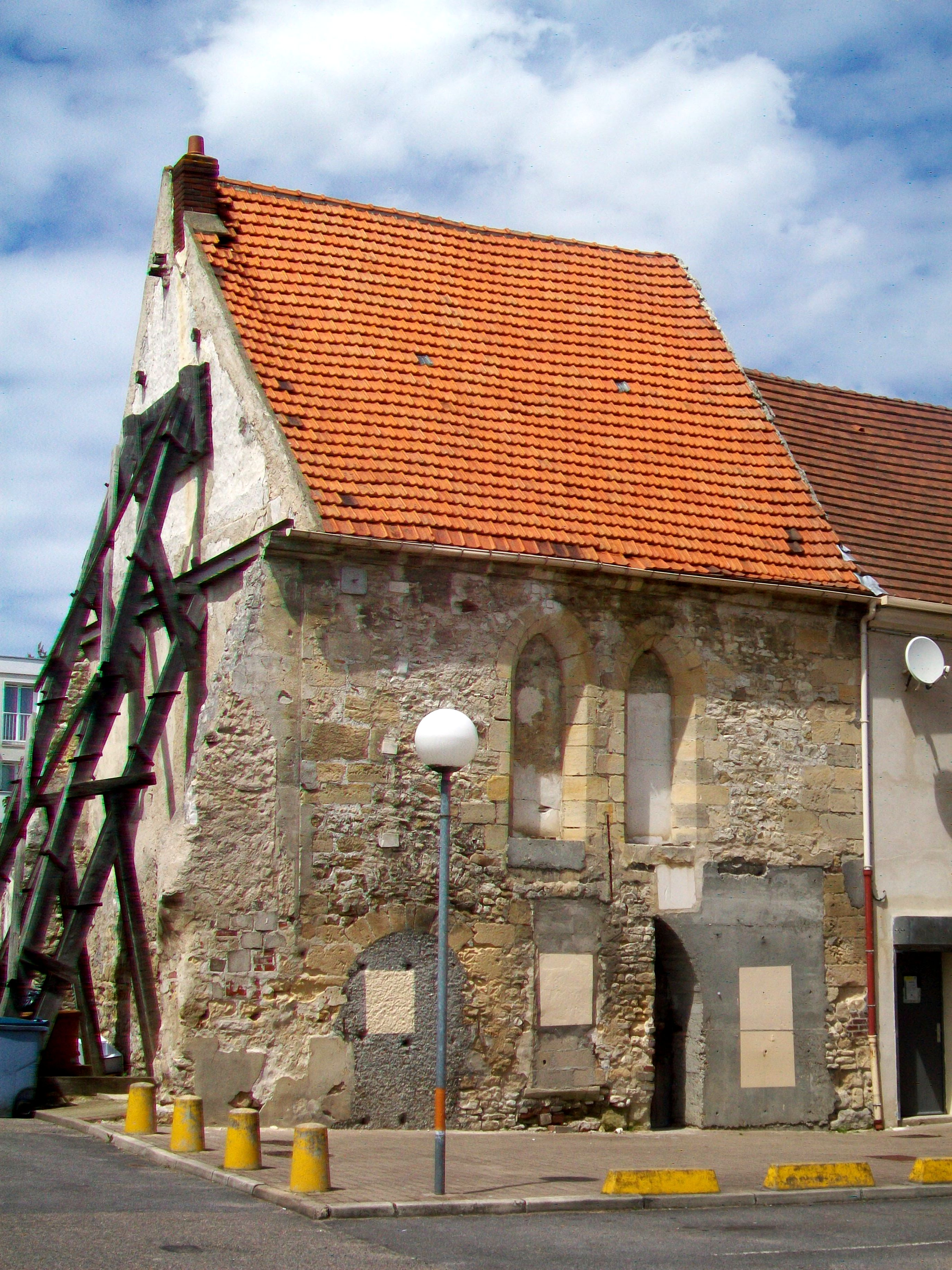
Ancien hôtel-Dieu.
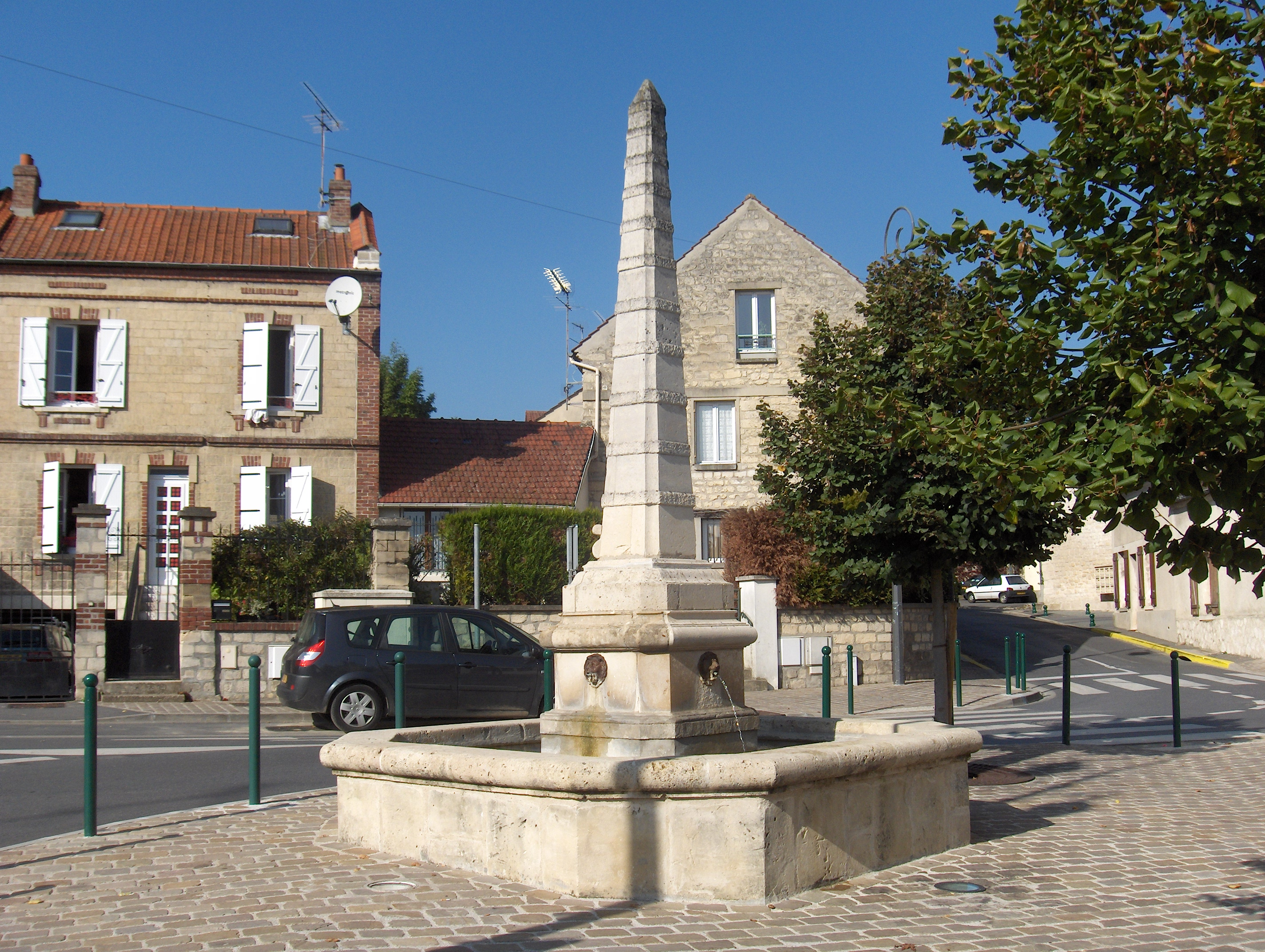
L'obélisque et la fontaine de la place Quideau.
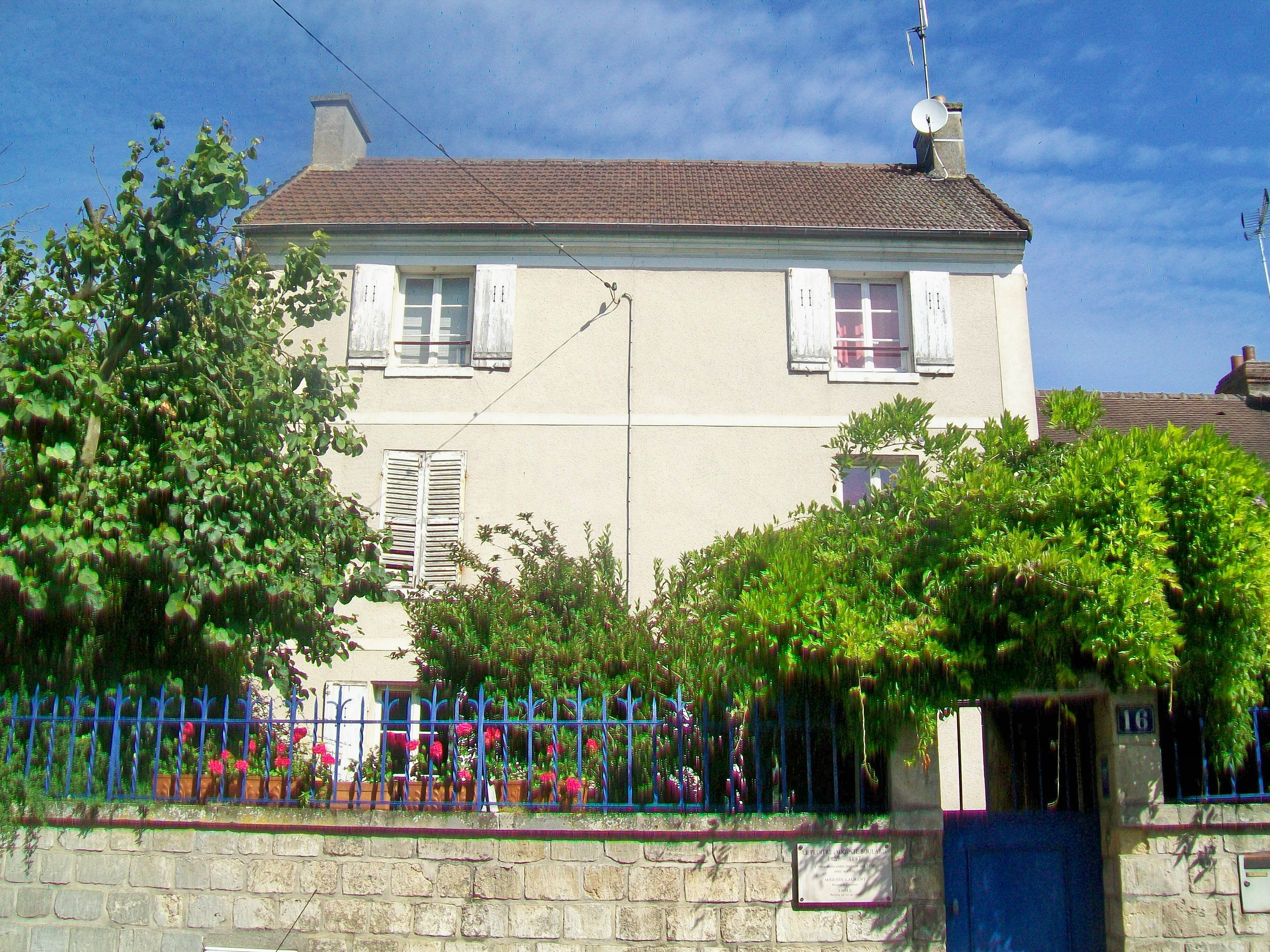
Maison du peintre Auguste Boulard, 16 rue Jules-Picard.
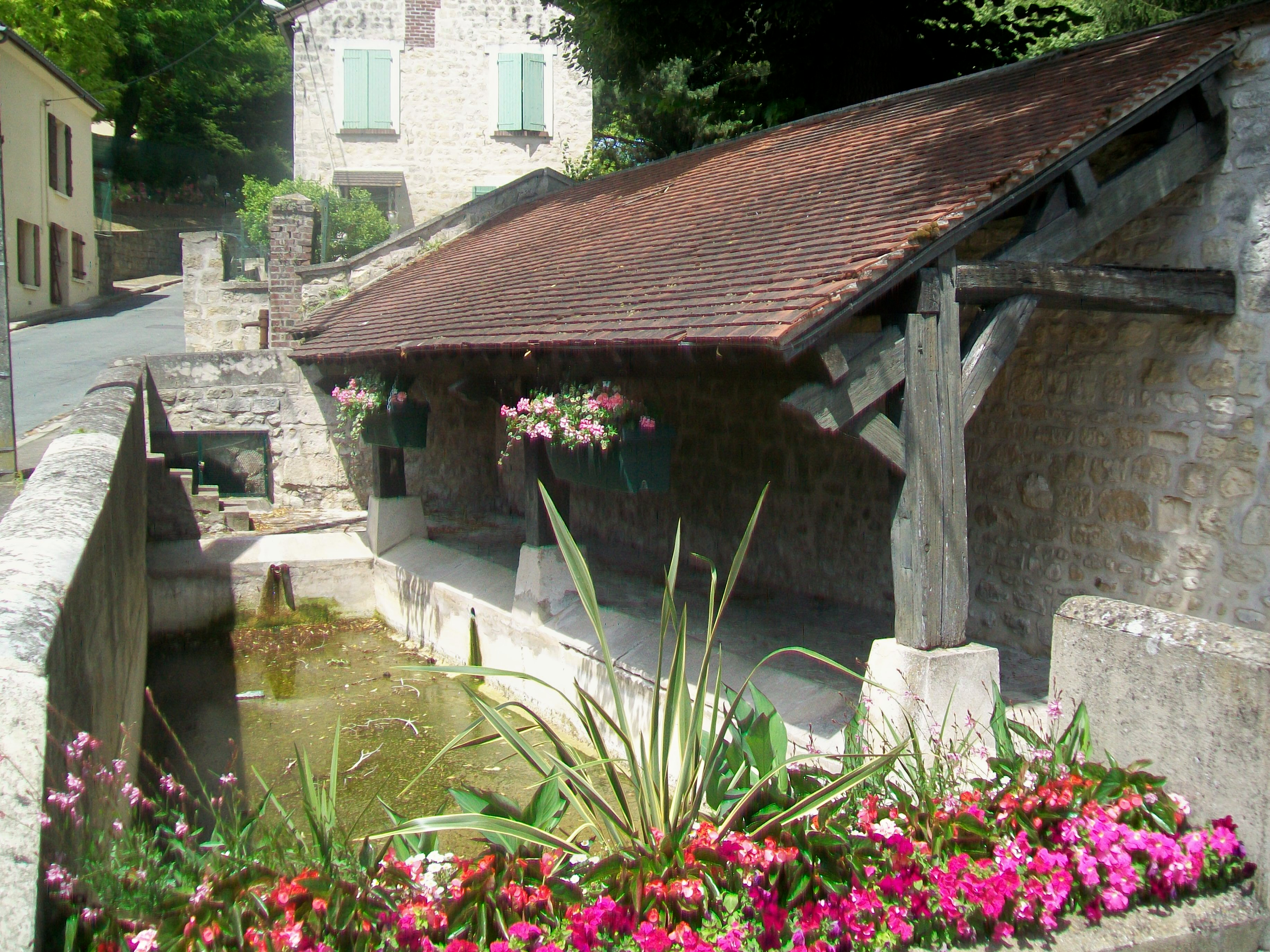
Lavoir de la fin du XIXe siècle, rue de Welwyn.

On peut également noter :
- Le site archéologique des « Grands Marais », Groupe de Villeneuve-Saint-Germain, Néolithique ancien[réf. souhaitée] (sans illustration).
- La Sculpture « Annulaire », place de Verdun

En 1996, le sculpteur Claude Viseux offre à sa ville natale cette sculpture, qui est érigée place de Verdun, près du groupe scolaire Georges-Duhamel (sans illustration).
- L'obélisque de la place Quideau

Cet obélisque du XVIIe siècle, acquis chez un démolisseur, est remonté à usage de fontaine en 1974 place Corentin et Élie-Quideau pour agrémenter le centre-ville. Il est une nouvelle fois déplacé en 2001, toujours sur la place Quideau, à un emplacement plus excentré. Cet obélisque pourrait provenir du domaine royal de Versailles, où il avait son homologue comme le montre un dessin d'époque.
- La Maison du peintre romantique Auguste Boulard, 16 rue Jules-Picard

Le peintre achète cette maison en 1856, et sept ans plus tard, son fils Émile y naît.
- Le lavoir du XIXe siècle, rue Welwyn

Dernier parmi plusieurs lavoirs ayant jadis existé sur la commune, alimentés par sept sources, il est issu de la transformation d'une fontaine. Un abreuvoir est ajouté en 1901 sur la demande d'un cultivateur. L'écoulement des eaux usées se faisait pendant longtemps par la rue, posant ainsi des problèmes d'hygiène, et il faut de nombreuses plaintes des riverains pour qu'une canalisation soit enfin construite.
- L'ancien château de Champagne, dit « de Montigny », place de Montigny

Construit sur le flanc de la colline, il ne reste de cet édifice du XVIIIe siècle, incendié par les Allemands lors de leur débâcle en 1944, que la maison du gardien de la fin du XVIIIe siècle et le magnifique parc dont une partie, avec étang artificiel et de séculaires platanes, est rachetée par la commune en 1971 pour en faire un parc municipal.
Une œuvre de serrurerie du XVIIIe siècle, la grille d'entrée, a pu être sauvée et remontée. Elle fut la propriété du général Jean-Baptiste Juvénal Corbineau, maire de Champagne de 1776 à 1848. Cet homme, figure emblématique de l’épopée napoléonienne s'illustra au sein de la Grande Armée lors de la désastreuse retraite de Russie, en découvrant le gué de Studienka sur la Bérézina permettant ainsi de sauver les vestiges de l’armée de l'Empereur,.
- Le monument aux morts, place du Général-de-Gaulle

Érigé en 1922, c'est l'œuvre du sculpteur Jean-Louis Bozzi, élève de l'École des Beaux-Arts de Naples naturalisé par Napoléon III, ayant lui-même combattu dans la Première Guerre mondiale. Le monument représente un soldat qui inscrit, sur un portail en ruine criblé de balles, les noms de quatre grandes batailles de la Grande Guerre : de la Marne, de l'Yser, de Verdun et de la Somme.
- La « Plaque des instituteurs » sur le mur de l'école maternelle du centre, place du Général-de-Gaulle

Cette plaque en céramique dédiée par le département de Seine-et-Oise aux instituteurs morts pour la France lors de la Première Guerre mondiale existe sous la même forme en de nombreuses autres communes (sans illustration).
- Les stèles des sépultures du général Juvénal Corbineau et de son épouse, à gauche du portail occidental de l'église[41],[42].
- Le presbytère, place du Général-de-Gaulle, au nord-ouest de l'église

Construit en 1868 sur un terrain acquis par la commune, selon les plans dessinés par l'architecte Verdier, il devait être financé par un legs de Mme Bry. Morte en 1863, elle laisse 10 000 francs à la commune, mais cette dernière ne parvient à les toucher qu'après le décès de son époux en 1878. Par ailleurs, le presbytère abrite un baiser de paix du début du XVIe siècle en argent, classé monument historique,.
- Les tombes de soldats tombés pendant la Première Guerre mondiale, au cimetière, rue Patrix

La commune de Champagne leur rend hommage et leur a accordé des concessions à perpétuité (inscriptions gravées sur les pierres tombales).
- Le clos Patrix, 22 rue d'Aire

Maison natale de Claude Viseux. Logiste du Prix de Rome à vingt-trois ans, professeur, chef d'atelier de sculpture à l'École nationale supérieure des beaux-arts de 1975 à 1992, cet artiste de réputation internationale, est créateur de plus de cinquante sculptures monumentales à travers le monde. Son œuvre est récompensée de nombreux prix dont la Triennale de New Delhi et le prix Antoine Pevsner.
- La demeure du XVIIe siècle, dite la Tour-du-Lay, au hameau de Vaux

Cette belle maison de style classique possède un corps central datant de 1754, et est flanqué de deux ailes courtes ajoutées au XIXe siècle. Les communs ont été construits en 1849. La majestueuse grille d’entrée date du XVIIIe siècle. Elle fut remontée par le père du peintre champenois Robert Lepeltier (sans illustration).
- Le hameau de Vaux possède un ensemble de maisons anciennes à l'architecture simple mais harmonieuse, typique des constructions rurales du Vexin. Beaucoup d'entre elles disposent de belle caves voûtées remontant parfois à l'époque médiévale. Celle située sous l’ancienne ferme Goberville au 34 rue de Jouy présente de nombreux graffiti[44] (sans illustration).

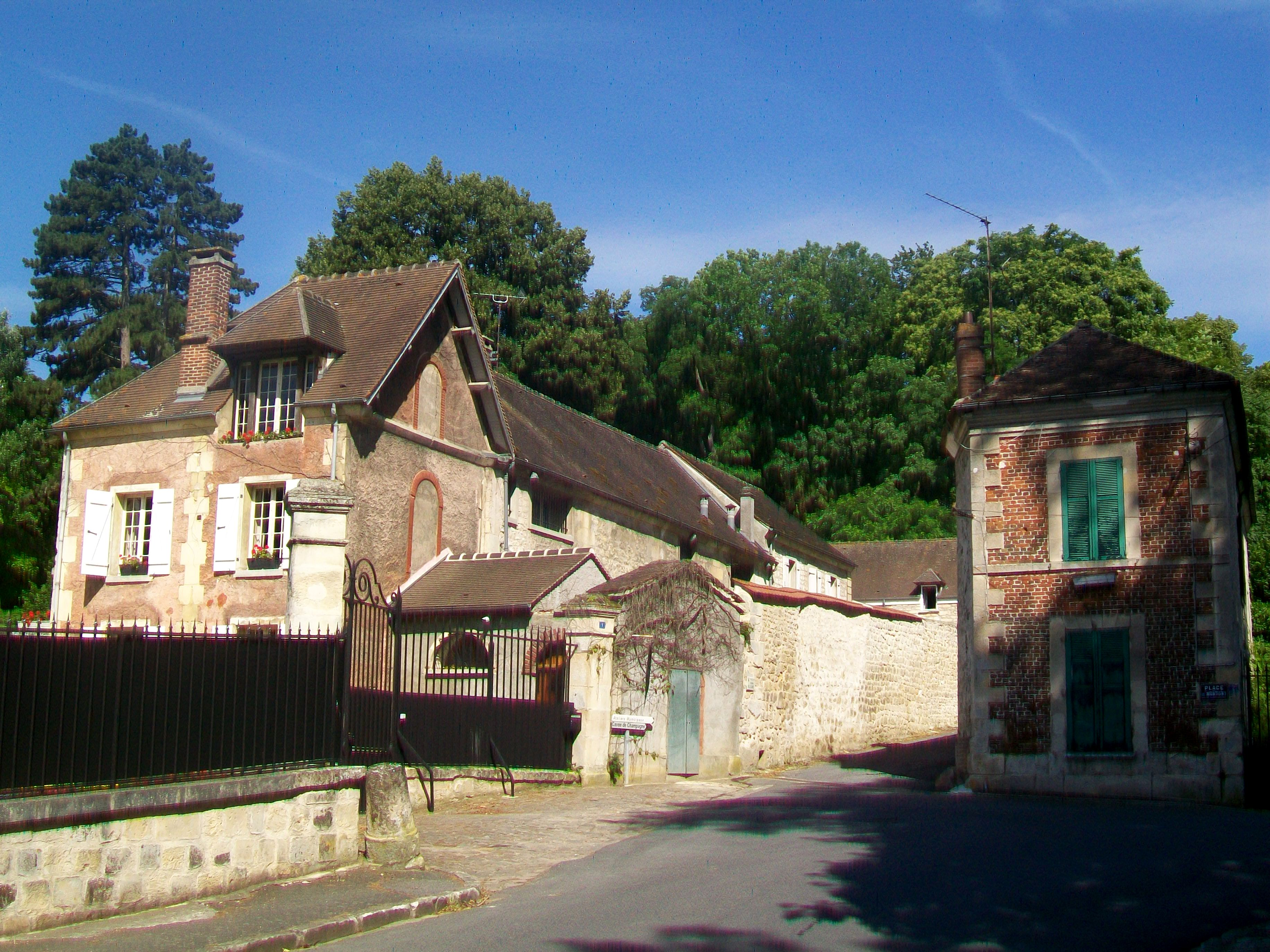
Maison de garde de l'ancien château, place de Montigny.
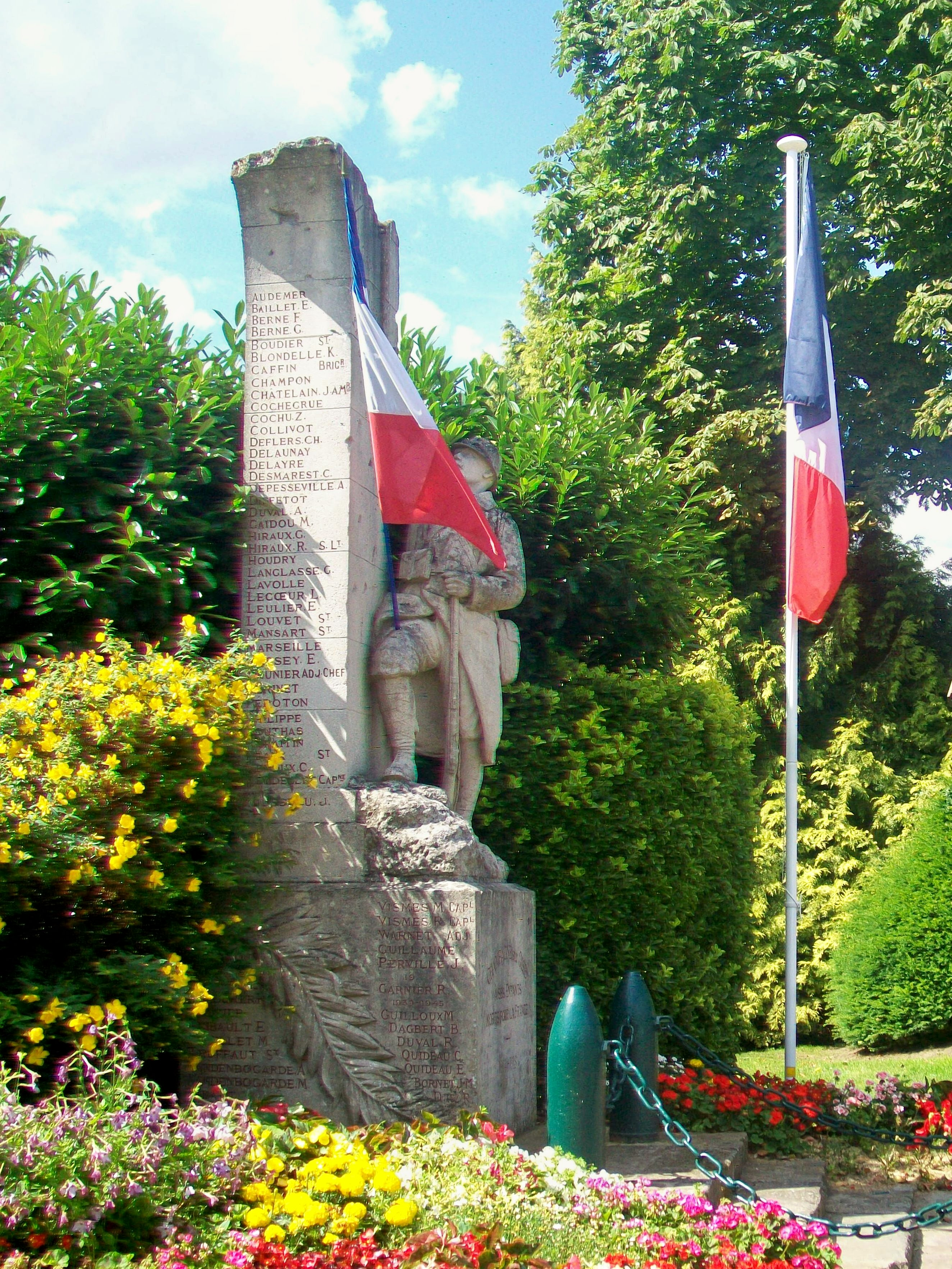
Monument aux morts, place du Général-de-Gaulle.
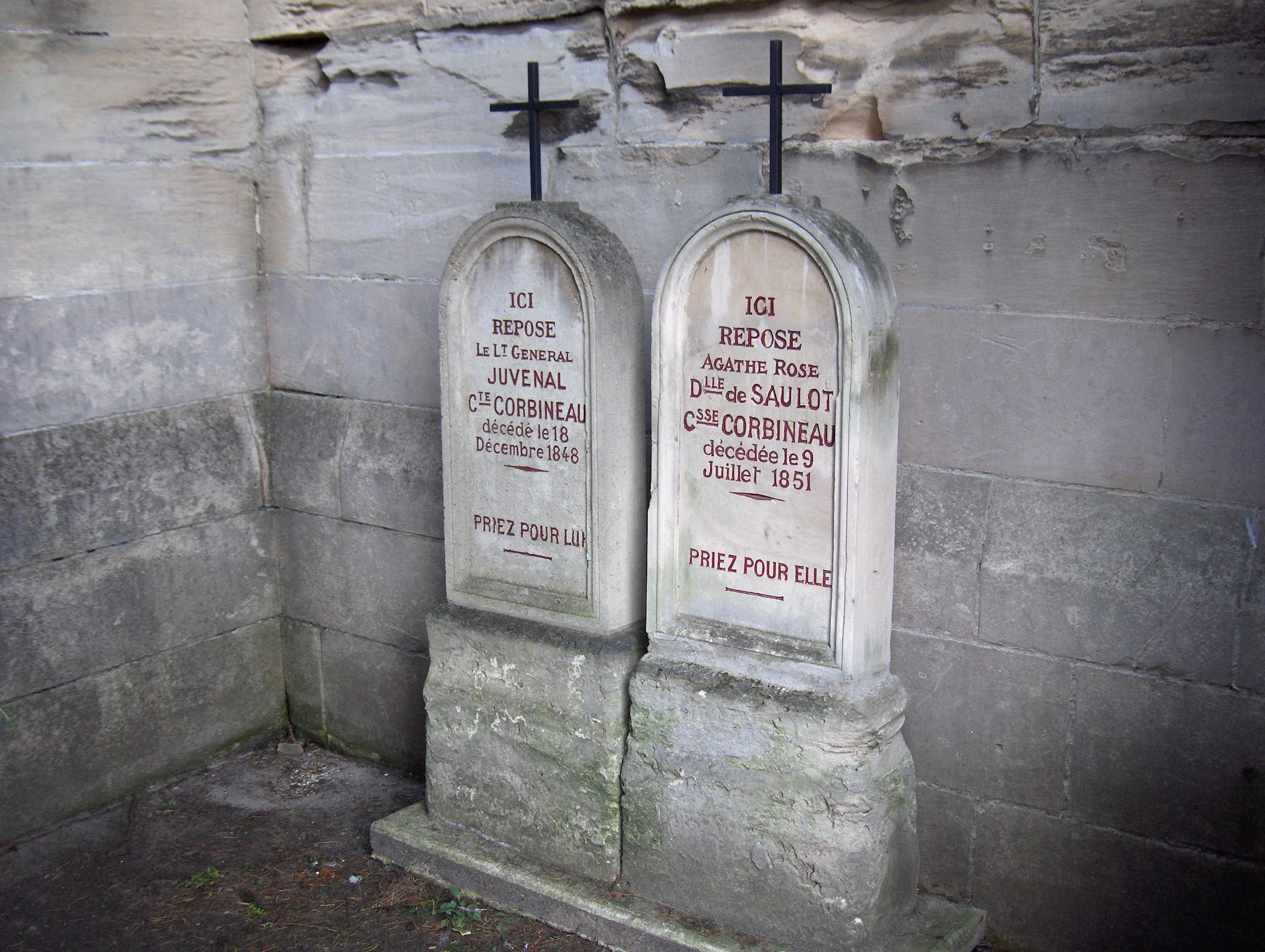
Stèles funéraires des époux Corbineau, près de l'église.
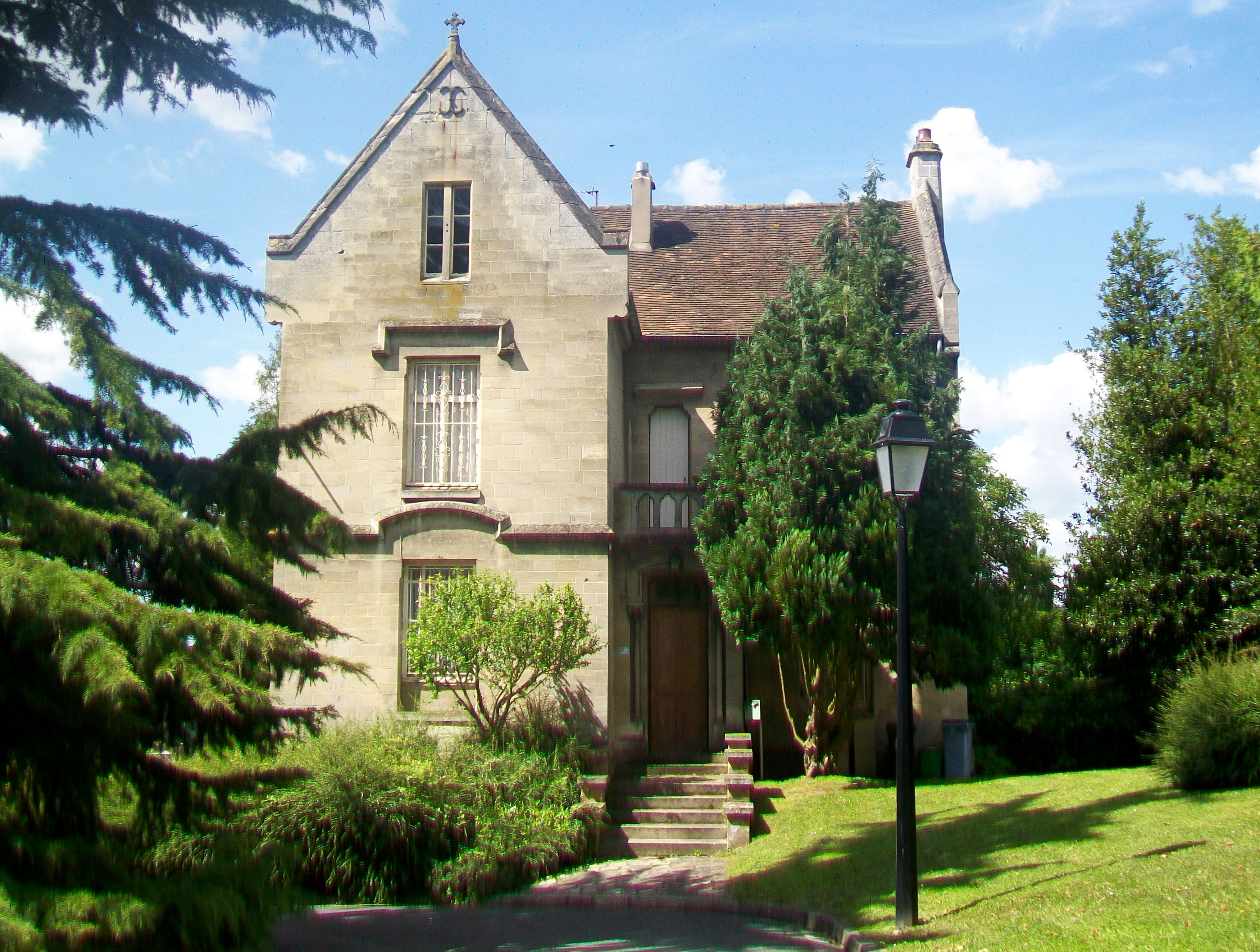
Le presbytère de 1868, au nord-ouest de l'église.
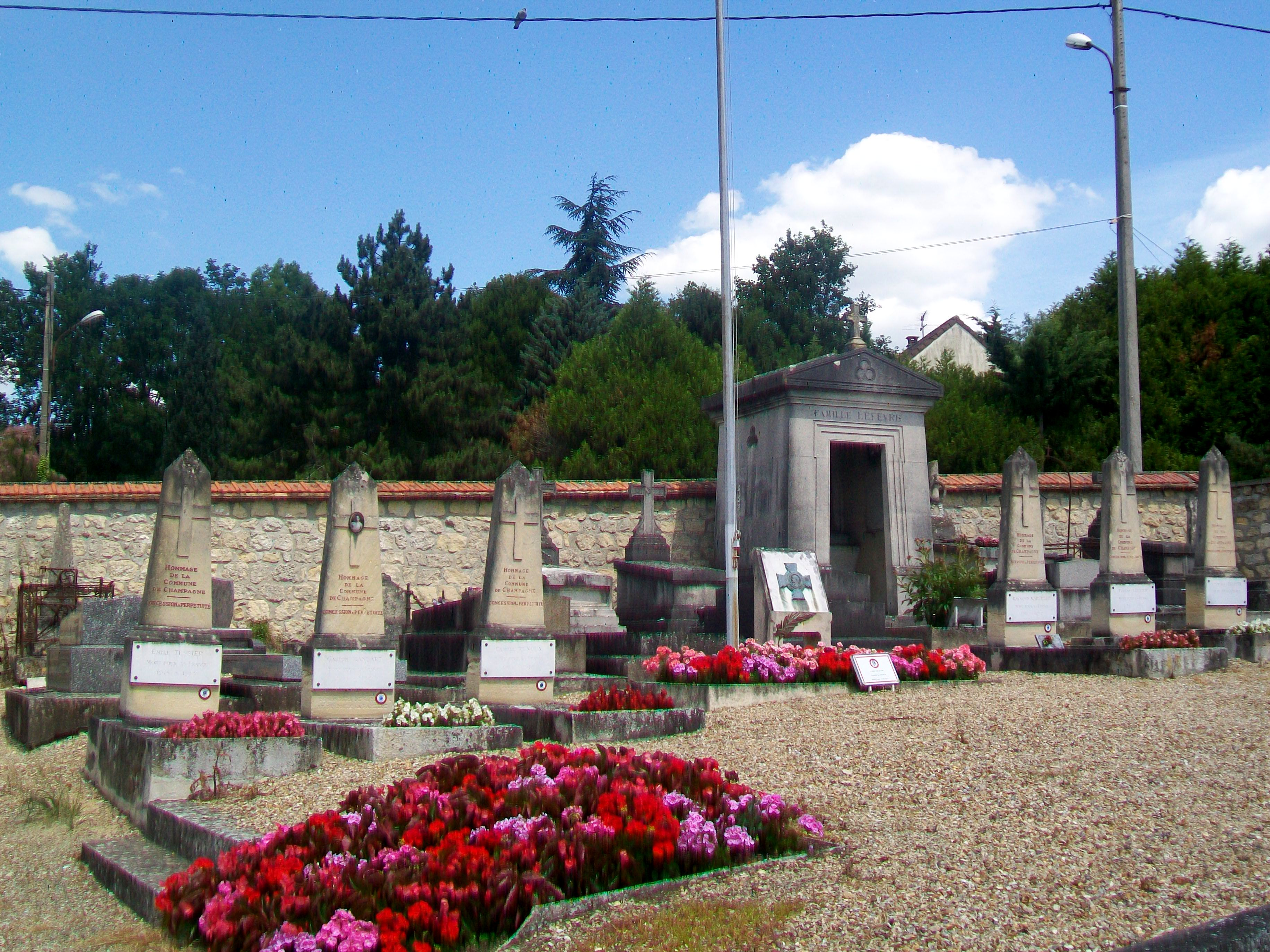
Tombes de poilus au cimetière, rue Patrix.
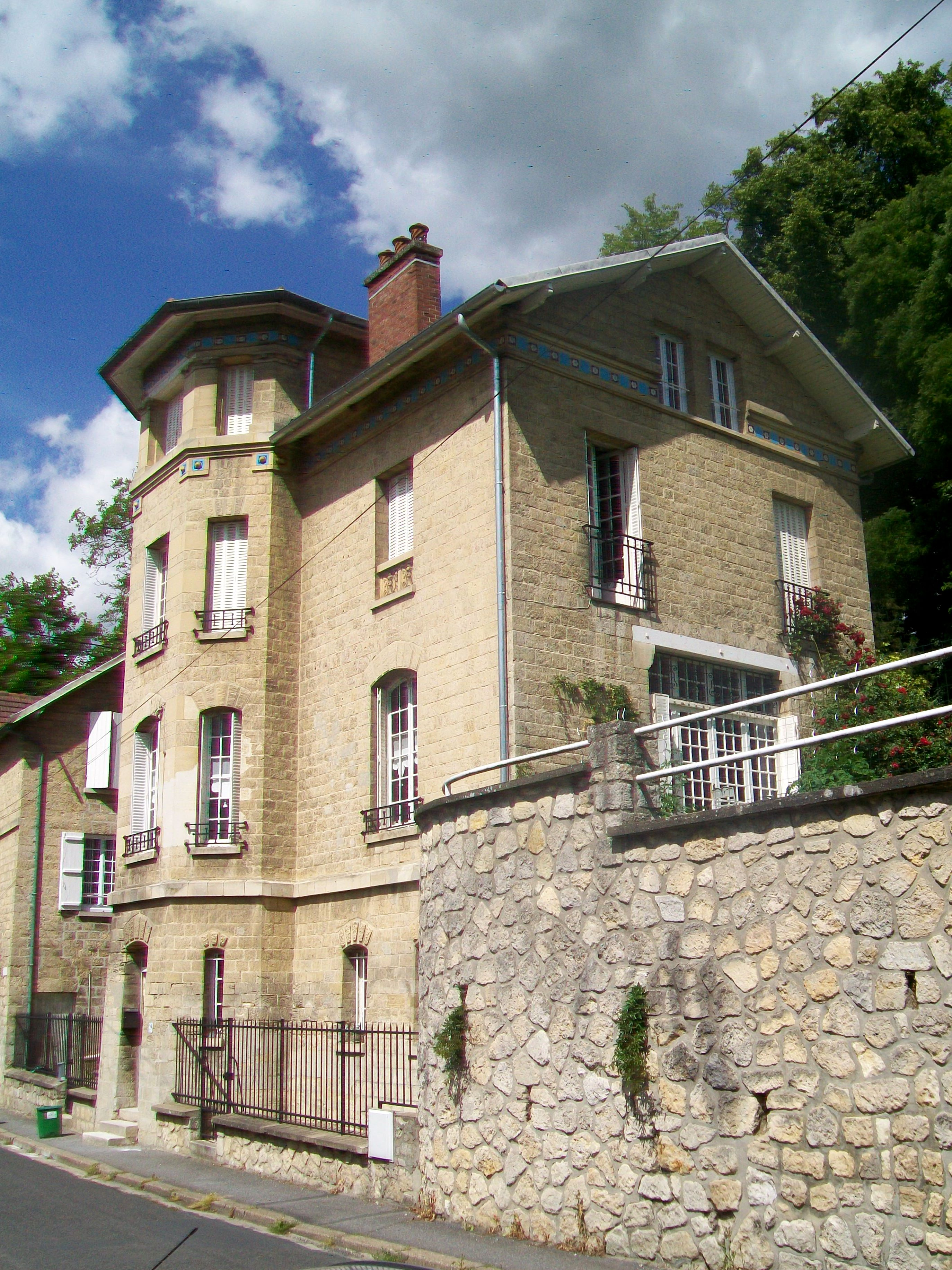
Clos Patrix, maison natale de Claude Viseux.

### Personnalités liées à la commune
- Auguste Marie Boulard (1825-1897), artiste peintre français, a vécu à Champagne au 16 rue Jules-Picard à partir de 1856 dans une maison-atelier acheté par lui. Ses fils Auguste-Laurent (peintre et graveur) et Émile (peintre) y ont vécu également.
- Jean-Baptiste Juvénal Corbineau (1776-1848), général d'Empire, a vécu au château de Montigny à Champagne et a été maire de la commune de 1826 à 1830.
- Albert Demangeon (1872-1940), géographe, possédait une maison à Champagne-sur-Oise et y allait régulièrement.
- Anne-Elisabeth Lemoine (1970), animatrice de l’émission C à vous sur France 5, a vécu à Champagne. Elle est la fille de l’ancienne maire Brigitte Lemoine[45].
- Stendhal (1783-1862) a séjourné à Champagne-sur-Oise[46].
- Claude Viseux (1927-2008), peintre et sculpteur français, est né à Champagne.

### Héraldique
| Blason de Champagne-sur-Oise | Blason  | Parti : D'azur à la roue d'engrenage d'or enfermant un tourteau de gueules chargé de trois branches de fougère fossile de sable, une en pal et deux en chevron renversé, desquelles s'échappent deux éclairs d'argent posés en chevron renversé mouvant des flancs de l'écu et brochant sur la roue, ladite roue sommée d'une fleur de lys d'or et surmontée d'une devise ondée d'argent soutenant un clou de la Passion du même accosté de deux fleurs de lys aussi d'or. |
| Blason de Champagne-sur-Oise | Détails | |